# Samson Ngoepe
Samson Ngoepe (né le 28 janvier 1985) est un athlète sud-africain, spécialiste du 800 mètres.
Son meilleur temps est de 1 min 45 s 17, réalisé à Ostrava, le 17 juin 2009.